# Teun Jaspers

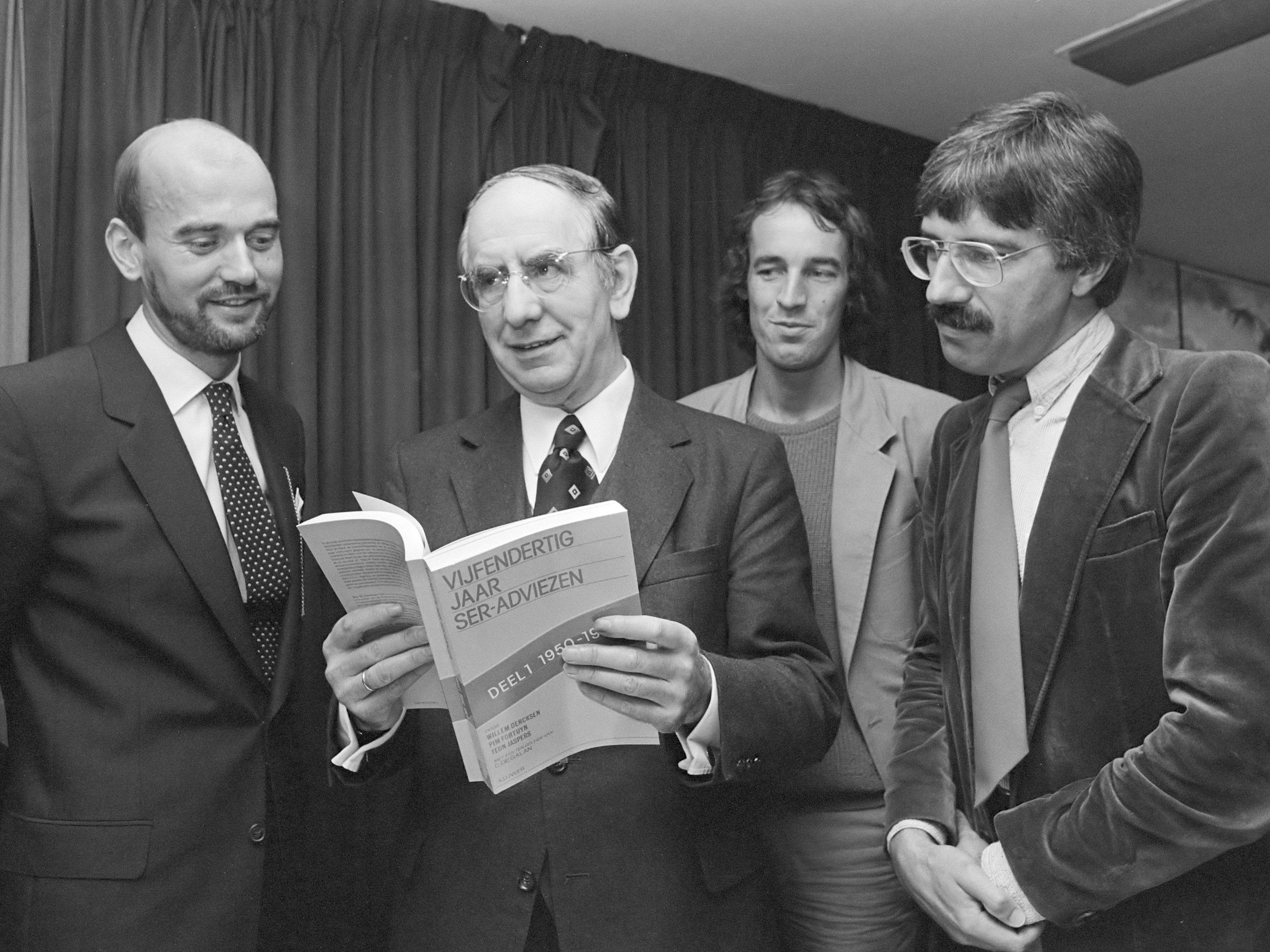
Teun Jaspers (rechts) mit Kollegen bei einer Buchvorstellung (1982)

Antonius Philippus Cornelis Maria „Teun“ Jaspers (* 16. September 1943 in Ravenstein) ist ein niederländischer Rechtswissenschaftler und ehemaliger Hochschullehrer an der Universität Utrecht.

## Leben und Wirken
Jaspers studierte Rechtswissenschaften an der Universität Nijmegen. Dort schloss er 1970 sein Studium mit einem rechtstheoretischen Schwerpunkt ab. Anschließend arbeitete er für den Berufungsrat und das Gericht für den öffentlichen Dienst in Arnhem. 1980 wurde er von der Universität Nijmegen mit der von J.C.M. Leyten betreuten rechtstheoretischen Schrift „Rechtspreken in de maatschappij. Een onderzoek naar opvattingen over plaats en funktie van de rechtspraak in het Nederlandse ekonomische, sociale en politieke bestel van het einde van de achttiende tot het begin van de twintigste eeuw“ zum Dr. iur. promoviert. 1985 wurde er Privatdozent an der Universität Utrecht. Ab 1987 hatte Jaspers einen ordentlichen Lehrstuhl für Sozialrecht an der Universität Utrecht inne. 1989/90 diente er der Utrechter rechtswissenschaftlichen Fakultät als Dekan und wurde später Direktor des NISER (Niederländisches Institut für Sozial- und Wirtschaftsrecht). Von 1990 bis 1996 war er Mitglied des Europäischen Ausschusses für soziale Rechte des Europarates, der die Einhaltung der Europäischen Sozialcharta kontrolliert. 2008 wurde Jaspers emeritiert und ist seitdem emeritierter Professor für Arbeitsrecht am Utrechter Europa-Institut. Seit 2014 ist er zudem Senior Research Fellow am Hugo-Sinzheimer-Institut der Universität Amsterdam. Bis 2013 war er zudem als stellvertretender Richter am Berufungsgericht von ’s-Hertogenbosch tätig.
Jaspers’ Forschungsschwerpunkte bilden vor allem das niederländische, europäische und internationale Arbeits- und Sozialrecht und Sozialpolitik sowie das Recht der Arbeitsbeziehungen.